# 오치아이정 (오카야마현)
오치아이정(落合町)은 오카야마현 중부 마니와군에 있던 정이다. 2005년 3월 31일, 마니와군 호쿠보정, 가쓰야마정, 구세정, 유바라정, 가와카미촌, 주카촌, 미카모촌, 야쓰카촌과 합병으로 마니와시가 되어 소멸하였다.
옛 오치아이 정사무소는 2016년 3월 22일까지 사용되어 오치아이 종합센터로 이전되었다.

## 지리
오카야마 현의 중부, 기비 고원의 북부에 위치해 산림으로 차지하고 있었다. 주고쿠 자동차도와 요나고 자동차도가 마을 내 오치아이 분기점에서 주고쿠 자동차도에는 오치아이 나들목도 설치되어 있고 먼 곳으로부터의 접근성도 좋아 마나니와 군내에서는 현영 공업 단지가 입지하는 등 비교적 사업소도 많아 합병해 마나니와 시가 된 자치체 중 최대의 인구를 가지고 있다.

## 역사
- 1889년 6월 1일 - 정촌제 시행에 의해 마시마군 오치아이촌이 되었다.
- 1897년 5월 26일 - 정으로 승격해 오치아이정 (초대) 이 되었다.
- 1900년 4월 1일 - 마시마군과 오보군이 합병해 마니와군이 되었다.
- 1904년 6월 1일 - 마니와군 오치아이정 (초대), 세타가와촌, 아마쓰촌이 합병해 오치아이정 (2대)이 되었다.
- 1955년 1월 1일 - 마니와군 오치아이정 (2대), 쓰다촌, 기야마촌, 미카와촌, 고치촌이 합병해 오치아이정 (3대)이 되었다.
- 2005년 3월 31일 - 마니와군 호쿠보정, 가쓰야마정, 구세정, 유바라정, 가와카미촌, 주카촌, 미카모촌, 야쓰카촌과 합병으로 마니와시가 되었다. 동일 오치아이정은 폐지되었다.

## 교통

### 철도
- 서일본 여객철도 기신 선

### 도로
- 주고쿠 자동차도
- 요나고 자동차도(일본어판)
- 국도 제181호선
- 국도 제313호선 (일본)(일본어판)}